# Hambüchen (Wipperfürth)
Hambüchen ist ein Ortsteil der Stadt Wipperfürth im Oberbergischen Kreis im Regierungsbezirk Köln in Nordrhein-Westfalen (Deutschland).

## Lage und Beschreibung
Hambüchen liegt im Norden von Wipperfürth an der Neyetalsperre. Nachbarorte sind Hasselbick, Großblumberg, Meddenbick und Harhausen. Am westlichen Ortsrand entspringt der Hambüchener Bach.
Politisch wird der Ort durch den Direktkandidaten des Wahlbezirks 02 (020) Sanderhöhe und Wolfsiepen im Rat der Stadt Wipperfürth vertreten.

## Geschichte
1484 wird die Hofschaft erstmals unter der Bezeichnung Haembuochen in Kirchenrechnungen  der evangelischen Kirchengemeinde Hückeswagen genannt. Auf der Karte Topographia Ducatus Montani aus dem Jahre 1715 besteht Hagenbücken aus einem Hof. Die Karte Topographische Aufnahme der Rheinlande von 1825 benennt Hahnenbüchen und zeigt auf umgrenztem Hofraum drei getrennt voneinander liegende Grundrisse. Auf der Preußischen Uraufnahme von 1840 bis 1844 lautet der Ortsname Hagenbüchen. Mit der Karte (Preußische Neuaufnahme) von 1894 bis 1896 wird der heute gebräuchliche Name Hambüchen verwendet.

## Busverbindungen
Über die Linie 338 der Haltestelle Harhausen (VRS/OVAG) ist eine Anbindung an den öffentlichen Personennahverkehr gegeben.

## Wanderwege
Ein vom SGV ausgeschilderter Zugangsweg zum Weg Rund um Wipperfürth führen durch den Ort nach Unternien.